# Ким Цын Сон
Ким Цын Сон (11 сентября 1918 — 18 июля 1973) — советский корейский поэт и драматург.

## Биография
Родился 11 сентября 1918 во Владивостоке в семье портового рабочего. Рано остался сиротой, воспитывался в семье своей тёти. В конце 1930-х годов как и большинство корейцев СССР был депортирован в Среднюю Азию. В 1938—1940 годах обучался в Узбекском государственном университете (филологический факультет). После Великой Отечественной войны переехал на Сахалин. В 1955—1969 годах работал в областной газете «По Ленинскому пути». В 1969 году выступил с критикой первого секретаря Сахалинского обкома КПСС П. А. Леонова, который предлагал закрыть корейские школы на Сахалине. В связи с этой критикой Ким Цын Сон был уволен из газеты и был вынужден работать завхозом в одной из столовых Южно-Сахалинска.

## Творчество
Литературной деятельностью начал заниматься в 14 лет. Писал преимущественно на корейском языке. В 1937 году его стихи были впервые опубликованы в газете «Сенбон». Затем появились и публикации в узбекистанских журналах «Звезда Востока» и «Шарк юлдузи». Перу Ким Цын Сона принадлежат сборники поэзии «Строки дружбы» (1951), «Когда акация цвётет» (1954), «Пылающие листья» (1968). Также Ким Цын Сон является автором ряда пьес, наиболее известной из которых стала написанная в 1955 году «Ханган — голубая река». Эта пьеса была поставлена на сценах Казахстанского корейского и Южно-Сахалинского корейского театров.

### Публикации в прессе
- Стихотворения (перевод В. Озолина) // Молодая гвардия : газета. — 1963. — 26 февраля (№ 40). — С. 3.